# Jazz-Nekrolog 2020
Nekrolog
◄◄
| ◄
| 2016
| 2017
| 2018
| 2019
| 2020 | 2021 | 2022 | 2023 | 2024 | ►
Weitere Ereignisse | Allgemeiner Nekrolog 2020
Die Beschreibung der verstorbenen Person sollte so kurz wie möglich gehalten sein und nur deren signifikante Tätigkeit(en) enthalten.
Neue Namen ggf. auch unter dem Geburts- und Sterbedatum, also etwa unter 1. Januar und im Geburts- und Sterbejahr (2024) eintragen (nur bei entsprechender großer Wichtigkeit). Für Beispiele siehe die schon vorhandenen Artikel.
Außerdem über die fünf zuletzt Verstorbenen, zu denen es einen ausreichend guten Artikel für eine Präsentation auf der Hauptseite gibt, nach der todesbedingten Überarbeitung der Artikel ggf. auch unter Wikipedia Diskussion:Hauptseite informieren und sie am besten auch in den anderen Wikipedia-Sprachversionen eintragen. Tipp: Regelmäßig bei news.google.de nach „ist tot“, „gestorben“ oder „verstorben“ suchen.
Wenn eine Person gestorben ist, gibt es viele Seiten zu dieser Person in der Wikipedia, die davon auch betroffen sind und entsprechend aktualisiert werden müssen. Beispiele: Namenübersichtsseite, Geburtsjahr, Geburtsort-Seiten und viele mehr.
Wie finde ich die betroffenen Seiten?
Im Suchfeld auf der linken Seite gibt man den Suchbegriff so ein: „Vorname Nachname“. Dann klickt man auf Volltext und alle Seiten mit entsprechendem Suchtext werden aufgerufen. Hier sieht man dann schnell, wo auch das Todesjahr Sinn macht oder sogar ein Teil des Artikels angepasst werden muss. Auch hilft das „Werkzeug“ auf der linken Seite sehr gut, um solche Seiten aufzufinden: „Links auf diese Seite“. Somit ist die Wikipedia wieder aktuell in allen Bereichen! Hinweis: bei Eintragung der Kategorie „Gestorben JAHR“ wird der Missbrauchsfilter 49 ausgelöst, was jedoch nicht schlimm ist. Siehe: Spezial:Missbrauchsfilter/49
Dies ist eine Liste im Jahr 2020 verstorbener bekannter Persönlichkeiten aus dem Bereich des Jazz. Die Einträge erfolgen analog zum allgemeinen Nekrolog 2020 zeitlich fallend und bei gleichem Datum alphabetisch.

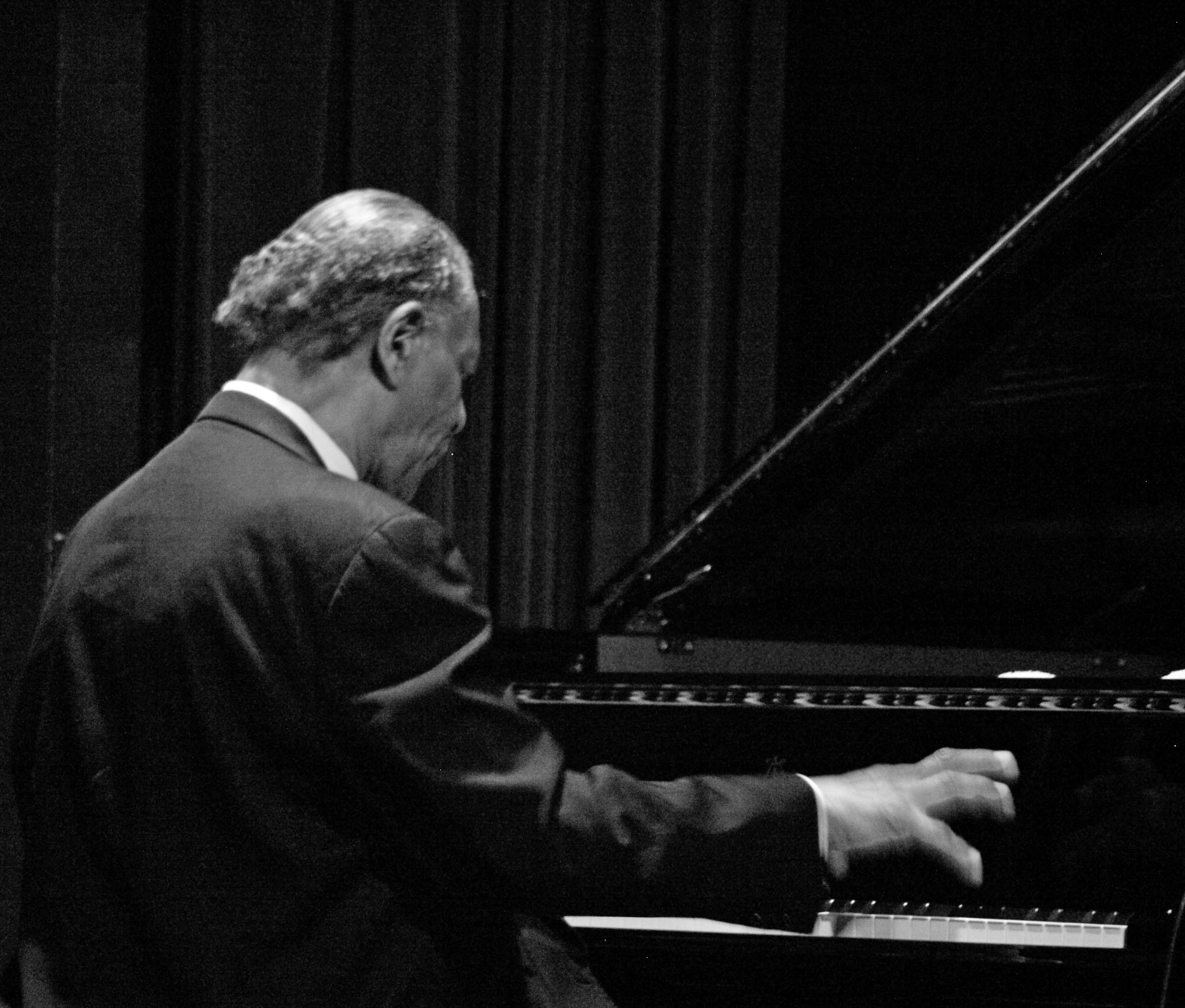
McCoy Tyner
11. Dezember 1938 – 6. März 2020

## Januar
| Tag        | Name                       | Herkunft/Beruf                                                             | Alter | Beleg |
| ---------- | -------------------------- | -------------------------------------------------------------------------- | ----- | ----- |
| 31. Januar | William Zickos             | US-amerikanischer Schlagzeuger                                             | 90    |       |
| 30. Januar | Lucien Barbarin            | US-amerikanischer Posaunist                                                | 63    |       |
| 28. Januar | Bob Nave                   | US-amerikanischer Musiker und Rundfunkmoderator                            | 75    |       |
| 27. Januar | Alberto Naranjo            | venezolanischer Schlagzeuger, Komponist und Arrangeur                      | 78    |       |
| 27. Januar | Luther Randolph            | US-amerikanischer Soulmusiker und Produzent                                | 84    |       |
| 24. Januar | Dean Mochizuki             | US-amerikanischer Saxophonist                                              | 64    |       |
| 24. Januar | Calder Prescott            | neuseeländischer Pianist und Rundfunkmoderator                             | 88    |       |
| 24. Januar | Leo Ursini                 | US-amerikanischer Saxophonist und Flötist                                  | 82    |       |
| 25. Januar | Bob Gullotti               | US-amerikanischer Schlagzeuger und Hochschullehrer                         | ≈70   |       |
| 20. Januar | Xavi Turull                | spanischer Perkussionist                                                   | 59    |       |
| 21. Januar | Norm Amadio                | kanadischer Pianist                                                        | 91    |       |
| 21. Januar | Billy Georgette            | kanadischer Pianist                                                        | 85    |       |
| 19. Januar | Heinz Bühler               | Schweizer Trompeter                                                        | 78    |       |
| 19. Januar | Jimmy Heath                | US-amerikanischer Saxophonist                                              | 93    |       |
| 19. Januar | Robert Parker              | US-amerikanischer R&B-Sänger                                               | 89    |       |
| 18. Januar | Heidi Lore Deleuil         | US-amerikanische Clubbesitzerin (Heidi’s Jazz Club)                        | 79    |       |
| 17. Januar | Bob Adams                  | US-amerikanischer Banjospieler                                             | 82    |       |
| 17. Januar | Claudio Roditi             | brasilianischer Trompeter                                                  | 73    |       |
| 15. Januar | Geoff Castle               | britischer Pianist und Synthesizer-Spieler                                 | 70    |       |
| 15. Januar | Bruno Netti                | deutsch-tschechisch-amerikanischer Musikwissenschaftler und Musikethnologe | 89    |       |
| 14. Januar | Bernard Samuel             | US-amerikanischer Pianist                                                  | 70    |       |
| 11. Januar | Victor Graham              | britischer Trompeter, Arrangeur und Produzent                              | 100   |       |
| 10. Januar | Wolfgang Dauner            | deutscher Keyboarder und Pianist                                           | 84    |       |
| 10. Januar | Ángels "Cachete" Maldonado | puerto-ricanischer Perkussionist und Komponist                             | 68    |       |
| 10. Januar | Carlos ‘Cuco’ Rojas        | kolumbianischer Harfenist, Komponist und Bandleader                        | 65    |       |
| 9. Januar  | Gianni Sanjust             | italienischer Klarinettist                                                 | 85    |       |
| 7. Januar  | Pat Collins                | irischer Geiger                                                            |       |       |
| 6. Januar  | James Butler               | US-amerikanischer Posaunist                                                | 77    |       |
| 5. Januar  | Rich Harney                | US-amerikanischer Pianist                                                  | 65    |       |
| 5. Januar  | Peter Wertheimer           | rumänisch-israelischer Holzbläser                                          | 72    |       |
| 3. Januar  | Jak Kilby                  | britischer Fotograf                                                        |       |       |
| 2. Januar  | Lorraine Chandler          | US-amerikanische Soulsängerin, Songwriterin und Produzentin                | 73    |       |
| 2. Januar  | Lloyd Poissenot            | US-amerikanischer Fotograf                                                 | 72    |       |
| 1. Januar  | Tommy Hancock              | US-amerikanischer Western-Swing-Musiker                                    | 90    |       |
| 1. Januar  | Katsura Shinnosuke         | japanischer Rakugo-Sprecher und Pianist                                    | 67    |       |

## Februar
| Tag         | Name               | Herkunft/Beruf                                                | Alter | Beleg |
| ----------- | ------------------ | ------------------------------------------------------------- | ----- | ----- |
| 29. Februar | Bill Smith         | US-amerikanischer Klarinettist und Komponist                  | 93    |       |
| 27. Februar | Arthur Goldstein   | US-amerikanischer Pianist und Hochschullehrer                 | 75    |       |
| 27. Februar | Gerti Jankejova    | deutsche Produzentin                                          | 75    |       |
| 27. Februar | Jyrki Kangas       | finnischer Bassist und Produzent                              | 76    |       |
| 26. Februar | Buddha Scheidegger | Schweizer Pianist                                             | 79    |       |
| 25. Februar | Dave Rae           | britischer Banjospieler und Sänger                            |       |       |
| 24. Februar | Harold Woodrow     | US-amerikanischer Banjospieler                                | 94    |       |
| 23. Februar | Dick Bank          | US-amerikanischer Produzent                                   | 90    |       |
| 23. Februar | Peter Schimke      | US-amerikanischer Pianist                                     | 59    |       |
| 23. Februar | Vince Weber        | deutscher Pianist                                             | 66    |       |
| 22. Februar | Sterling Nelson    | US-amerikanischer Musikveranstalter (Evergreen Jazz Festival) |       |       |
| 21. Februar | Hervé Brisse       | französischer Tubist und Orchesterleiter                      |       |       |
| 20. Februar | Jerzy Galiński     | polnischer Klarinettist                                       | 75    | [ 1 ] |
| 19. Februar | Bob Cobert         | US-amerikanischer Filmkomponist                               | 95    |       |
| 19. Februar | Mike Krepper       | US-amerikanischer Saxophonist und Klarinettist                | 68    |       |
| 18. Februar | Jon Christensen    | norwegischer Schlagzeuger                                     | 76    |       |
| 17. Februar | Henry Gray         | US-amerikanischer Bluesmusiker                                | 95    |       |
| 17. Februar | Ror Wolf           | deutscher Schriftsteller, Künstler und Jazzautor              | 87    |       |
| 15. Februar | Prince Musarurwa   | zimbabwischer Musiker, Songwriter und Produzent               | 31    |       |
| 12. Februar | Larry Garland      | US-amerikanischer Pianist                                     | 84    |       |
| 11. Februar | Joseph Shabalala   | südafrikanischer Sänger und Bandleader                        | 79    |       |
| 10. Februar | Lyle Mays          | US-amerikanischer Pianist und Keyboarder                      | 66    |       |
| 9. Februar  | Helmut Nieberle    | deutscher Gitarrist                                           | 63    |       |
| 5. Februar  | Laurie Morgan      | britischer Schlagzeuger                                       | 93    |       |
| 4. Februar  | Kamau Brathwaite   | barbadischer Schriftsteller und Musikhistoriker               | 89    |       |
| 3. Februar  | Louis Lince        | britischer Banjospieler                                       | 77    |       |
| 1. Februar  | George Blondheim   | kanadischer Komponist, Orchesterleiter und Arrangeur          | 63    |       |
| 1. Februar  | Howard E. Smither  | US-amerikanischer Musikwissenschaftler und Musiker            | 94    |       |

## März
| Tag      | Name                    | Herkunft/Beruf                                            | Alter | Beleg |
| -------- | ----------------------- | --------------------------------------------------------- | ----- | ----- |
| 31. März | Donna Caroll            | argentinische Schauspielerin und Jazzsängerin             | 81    |       |
| 31. März | Janet Grice             | US-amerikanische Fagottistin und Musikpädagogin           | 64    |       |
| 31. März | Alex Layne              | US-amerikanischer Bassist                                 | 80    |       |
| 31. März | Wallace Roney           | US-amerikanischer Trompeter                               | 59    |       |
| 30. März | Riachão                 | brasilianischer Samba-Musiker                             | 98    |       |
| 29. März | Claude Abadie           | französischer Klarinettist                                | 100   |       |
| 28. März | Lyn Christie            | australischer Bassist und Hochschullehrer                 | 91    |       |
| 28. März | Winicjusz Chróst        | polnischer Gitarrist                                      | 68    |       |
| 28. März | Bubbha Thomas           | US-amerikanischer Schlagzeuger und Musikpädagoge          | 82    |       |
| 27. März | Wayman Henry            | US-amerikanischer Gitarrist                               | 66    |       |
| 26. März | Olle Holmquist          | schwedischer Posaunist                                    | 83    |       |
| 26. März | Pat Longo               | US-amerikanischer Saxophonist                             | 90    |       |
| 26. März | Bob Ojeda               | US-amerikanischer Trompeter                               | 78    |       |
| 26. März | Simeon Shterev          | bulgarischer Flötist                                      | 76    |       |
| 26. März | Scott Steed             | US-amerikanischer Bassist                                 | 62    |       |
| 25. März | Robin Frost             | US-amerikanischer Ragtime-Kompinist                       | 89    |       |
| 25. März | Freddy Rodriguez senior | US-amerikanischer Saxophonist                             | 89    |       |
| 24. März | Manu Dibango            | kamerunischer Musiker                                     | 86    |       |
| 23. März | Joe Amoruso             | italienischer Pianist                                     | 60    |       |
| 22. März | Charles Eakin           | US-amerikanischer Hochschullehrer und Komponist           | ≈92   |       |
| 22. März | Mike Longo              | US-amerikanischer Pianist und Komponist                   | 83    |       |
| 22. März | Jürgen Mattern          | deutscher Pianist                                         | 80    | [ 2 ] |
| 22. März | Eric Weissberg          | US-amerikanischer Sänger und Musiker                      | 80    |       |
| 21. März | Betty Dorsey            | US-amerikanische Sängerin                                 | 74    |       |
| 21. März | Karl Theodor Geier      | deutscher Bassist                                         | 88    |       |
| 21. März | Alain Lesire            | belgischer Pianist                                        | 82    |       |
| 21. März | Ray Mantilla            | US-amerikanischer Schlagzeuger und Perkussionist          | 85    |       |
| 20. März | Karin Oehler            | deutsche Sängerin                                         | 69    |       |
| 20. März | Kenny Rogers            | US-amerikanischer Sänger                                  | 81    |       |
| 19. März | Wray Downes             | kanadischer Pianist                                       | 89    |       |
| 16. März | Tom Scanlan             | US-amerikanischer Journalist und Musikkritiker            | 96    |       |
| 15. März | Steve Eliovson          | südafrikanischer Gitarrist                                | ≠65   |       |
| 15. März | Barry Zweig             | US-amerikanischer Gitarrist                               | 78    |       |
| 14. März | David Beekley           | US-amerikanischer Posaunist                               | 79    |       |
| 14. März | Genesis P-Orridge       | britischer Musiker und Performancekünstler                | 70    |       |
| 14. März | Eva Pilarová            | tschechische Jazz- und Popsängerin                        | 80    |       |
| 12. März | Don Burrows             | australischer Holzbläser                                  | 91    |       |
| 12. März | Danny Ray Thompson      | US-amerikanischer Holzbläser                              | 72    |       |
| 10. März | Marcelo Peralta         | argentinischer Saxophonist                                | 59    |       |
| 10. März | Mal Sharpe              | US-amerikanischer Posaunist, Komiker und Fernsehmoderator | 83    |       |
| 8. März  | Reinhard Giebel         | deutscher Pianist und Autor                               | 80    |       |
| 7. März  | Charlie Baty            | US-amerikanischer Bluesgitarrist                          | 66    |       |
| 6. März  | Peđa Đikanović          | montenegrinischer Jazz-Gitarrist                          | 47    |       |
| 6. März  | McCoy Tyner             | US-amerikanischer Pianist und Komponist                   | 81    |       |
| 5. März  | Ted Moses               | US-amerikanischer Pianist und Komponist                   | 76    |       |
| 4. März  | Edson Alves             | brasilianischer Gitarrist, Komponist und Musikproduzent   | 68    |       |
| 2. März  | Susan Weinert           | deutsche Gitarristin und Komponistin                      | 54    |       |
| 1. März  | Aad Bos                 | niederländischer Produzent                                | 88    |       |
| 1. März  | Jack Surbeck            | Schweizer Trompeter                                       | 84    |       |

## April
| Tag       | Name                   | Herkunft/Beruf                                                                           | Alter | Beleg |
| --------- | ---------------------- | ---------------------------------------------------------------------------------------- | ----- | ----- |
| 30. April | Tony Allen             | nigerianischer Schlagzeuger                                                              | 79    |       |
| 27. April | Frank Cullen           | irischer Saxophonist                                                                     | 85    |       |
| 27. April | Rafael Bassi Labarrera | kolumbianischer Radiomoderator, Jazzförderer und Schriftsteller                          | 72    |       |
| 27. April | Danny Leake            | US-amerikanischer Gitarrist                                                              |       | [ 3 ] |
| 27. April | Rob Saunders           | US-amerikanischer Gitarrist                                                              | 69    |       |
| 26. April | Big Al Carson          | US-amerikanischer Sänger, Tubist und Hornist                                             | 66    |       |
| 26. April | Les Tomkins            | britischer Journalist                                                                    | 89    |       |
| 24. April | Phil Broadhurst        | neuseeländischer Jazzmusiker und Rundfunkmoderator                                       | 70    |       |
| 22. April | Bootsie Barnes         | US-amerikanischer Saxophonist                                                            | 82    |       |
| 21. April | Hugh O’Connor          | kanadischer Saxophonist                                                                  | 92    |       |
| 21. April | Jacques Pellen         | französischer Gitarrist                                                                  | 63    |       |
| 20. April | Michael Cogswell       | US-amerikanischer Musikwissenschaftler und Gründungsdirektor des Louis Armstrong Archive | 66    |       |
| 19. April | Ian Whitcomb           | britischer Sänger und Ukulelespieler                                                     | 78    |       |
| 19. April | Sue Davies             | britische Galeristin                                                                     | 87    |       |
| 17. April | Giuseppi Logan         | US-amerikanischer Holzbläser                                                             | 84    |       |
| 17. April | Bob Mielke             | US-amerikanischer Posaunist                                                              | 94    |       |
| 17. April | Paul Shelden           | US-amerikanischer Klarinettist und Hochschullehrer                                       | 79    |       |
| 16. April | Ron Gill               | US-amerikanischer Sänger und Rundfunkproduzent                                           | ≈85   |       |
| 15. April | Henry Grimes           | US-amerikanischer Bassist                                                                | 84    |       |
| 15. April | Lee Konitz             | US-amerikanischer Saxophonist                                                            | 92    |       |
| 14. April | Ron Rubin              | britischer Pianist und Bassist                                                           | 86    |       |
| 13. April | Ryō Kawasaki           | japanischer Gitarrist                                                                    | 73    |       |
| 13. April | Tom Tipton             | US-amerikanischer Jazz- und Gospelsänger                                                 | 86    |       |
| 13. April | Joe Torres             | US-amerikanischer Salsa- und Latinjazz-Pianist                                           | 76    |       |
| 12. April | Louis van Dijk         | niederländischer Pianist                                                                 | 78    |       |
| 12. April | John Gilmore           | US-amerikanischer Pianist                                                                | 75    |       |
| 12. April | Kurt Grämiger          | Schweizer Saxophonist                                                                    | 75    |       |
| 12. April | Gert Pfankuch          | deutscher Festivalveranstalter und Konzertagent                                          | 65    |       |
| 11. April | Jymie Merritt          | US-amerikanischer Bassist                                                                | 93    |       |
| 10. April | Big George Brock       | US-amerikanischer Bluesmusiker                                                           | 87    |       |
| 10. April | Samuel Hargress Jr.    | US-amerikanischer Clubbesitzer ( Paris Blues)                                            | 84    |       |
| 9. April  | Andy Gonzalez          | US-amerikanischer Latinjazz-Bassist                                                      | 69    |       |
| 9. April  | Richard Teitelbaum     | US-amerikanischer Komponist, Synthesizerspieler und Improvisationsmusiker                | 80    |       |
| 8. April  | Peter Ecklund          | US-amerikanischer Trompeter                                                              | 74    |       |
| 8. April  | Joan Wildman           | US-amerikanische Pianistin und Hochschullehrerin                                         | 82    |       |
| 7. April  | Betty Bennett          | US-amerikanische Sängerin                                                                | 98    |       |
| 7. April  | Eddy Davis             | US-amerikanischer Banjospieler                                                           | 79    |       |
| 7. April  | Sanne van Hek          | niederländische Trompeterin                                                              | 41    |       |
| 7. April  | Hal Willner            | US-amerikanischer Musikproduzent                                                         | 64    |       |
| 7. April  | Otto Wolters           | deutscher Pianist                                                                        | 81    | [ 4 ] |
| 6. April  | Onaje Allan Gumbs      | US-amerikanischer Pianist, Keyboarder und Arrangeur                                      | 70    |       |
| 6. April  | David Horowitz         | US-amerikanischer Pianist und Komponist                                                  | 77    |       |
| 5. April  | Scott Bassinson        | US-amerikanischer Pianist                                                                | 64    |       |
| 5. April  | John Bucher            | US-amerikanischer Kornettist                                                             | 89    |       |
| 4. April  | Lorraine Stern         | US-amerikanische Sängerin                                                                | 101   |       |
| 2. April  | Lysa Dawn Robinson     | US-amerikanische Schlagzeugerin                                                          | 55    |       |
| 1. April  | Ronnie Hughes          | britischer Trompeter                                                                     | 94    |       |
| 1. April  | Ellis Marsalis         | US-amerikanischer Pianist und Jazz-Pädagoge                                              | 85    |       |
| 1. April  | Bucky Pizzarelli       | US-amerikanischer Gitarrist                                                              | 94    |       |
| 1. April  | Dieter Reith           | deutscher Pianist, Organist, Arrangeur und Komponist                                     | 82    |       |
| 1. April  | Harold Rubin           | israelischer Künstler und Klarinettist                                                   | 87    |       |

## Mai
| Tag     | Name                         | Herkunft/Beruf                                                          | Alter | Beleg |
| ------- | ---------------------------- | ----------------------------------------------------------------------- | ----- | ----- |
| 31. Mai | Michel Aumont                | französischer Klarinettist                                              | 62    |       |
| 31. Mai | Bob Northern                 | US-amerikanischer Hornist                                               | 86    |       |
| 30. Mai | Philippe Schoonbroodt        | belgischer Journalist                                                   | ≈62   |       |
| 30. Mai | Don Weller                   | britischer Saxophonist                                                  | 79    |       |
| 29. Mai | Jeanie Lambe                 | schottische Sängerin                                                    | 79    |       |
| 28. Mai | Lennie Niehaus               | US-amerikanischer Saxophonist                                           | 90    |       |
| 28. Mai | Michael Martello             | US-amerikanischer Gitarrist                                             | 92    |       |
| 28. Mai | Carei Thomas                 | US-amerikanischer Pianist                                               | 81    |       |
| 26. Mai | Rob Anderson                 | US-amerikanischer Clubbesitzer (Parchman Farm)                          | 71    |       |
| 26. Mai | Don Gladstone                | US-amerikanischer Bassist                                               | 71    |       |
| 24. Mai | Jimmy Cobb                   | US-amerikanischer Schlagzeuger                                          | 91    |       |
| 21. Mai | Synnöve Rehnfors             | finnische Jazz- und Schlagersängerin                                    | 92    |       |
| 21. Mai | Grace Testani                | US-amerikanische Sängerin und Komponistin                               | 69    |       |
| 19. Mai | William Awihilima Kahaialiʻi | US-amerikanischer Musiker                                               | 59    |       |
| 17. Mai | John Cumming                 | britischer Musikveranstalter und -produzent                             | 71    |       |
| 17. Mai | Christopher Loudon           | kanadischer Journalist                                                  | 62    |       |
| 17. Mai | Lucky Peterson               | US-amerikanischer Bluesmusiker                                          | 55    |       |
| 16. Mai | Marc Peillon                 | französischer Kontrabassist                                             | 61    |       |
| 16. Mai | Donn Trenner                 | US-amerikanischer Arrangeur und Pianist                                 | 93    |       |
| 14. Mai | Joey Giambra                 | US-amerikanischer Trompeter, Gastonomund Schauspieler                   | 86    |       |
| 14. Mai | Melva Houston                | US-amerikanische Sängerin                                               | 70    |       |
| 13. Mai | Herman Sandy                 | belgischer Trompeter                                                    | 98    |       |
| 12. Mai | Bob Pilsbury                 | US-amerikanischer Pianist                                               | 93    |       |
| 11. Mai | Darick Campbell              | US-amerikanischer Steel-Gitarrist                                       | 53    |       |
| 10. Mai | Aldo Bassi                   | italienischer Trompeter                                                 | 58    |       |
| 10. Mai | Henry Estrada                | US-amerikanischer Saxophonist                                           | 83    |       |
| 5. Mai  | Sweet Pea Atkinson           | US-amerikanischer R&B-Sänger                                            | 74    |       |
| 10. Mai | Buddy Sullivan               | US-amerikanischer Saxophonist                                           | 97    |       |
| 9. Mai  | Holli Ross                   | US-amerikanische Sängerin                                               | 63    |       |
| 6. Mai  | Dick Rosenzweig              | US-amerikanischer Manager und Musikveranstalter (Playboy Jazz Festival) | 84    |       |
| 5. Mai  | Sonny Cox                    | US-amerikanischer Saxophonist und Basketball-Coach                      | 82    |       |
| 5. Mai  | Alfred „Uganda“ Roberts      | US-amerikanischer Perkussionist                                         | 77    |       |
| 4. Mai  | Aldir Blanc                  | brasilianischer Komponist und Schriftsteller                            | 73    |       |
| 4. Mai  | Frederick Tillis             | US-amerikanischer Saxophonist und Hochschullehrer                       | 90    |       |
| 2. Mai  | Richie Cole                  | US-amerikanischer Altsaxophonist                                        | 72    |       |
| 2. Mai  | Duane Solem                  | US-amerikanischer Posaunist                                             | 90    |       |
| 2. Mai  | Gilbert Sigrist              | französischer Pianist                                                   | 82    |       |
| 2. Mai  | Joe Weldon                   | US-amerikanischer Pianist                                               | 94    |       |
| 1. Mai  | Romolo Ferri                 | US-amerikanischer Pianist                                               | 89    |       |
| 1. Mai  | Jürgen Wuchner               | deutscher Bassist                                                       | 72    |       |

## Juni
| Tag      | Name                   | Herkunft/Beruf                                                      | Alter | Beleg |
| -------- | ---------------------- | ------------------------------------------------------------------- | ----- | ----- |
| 29. Juni | Johnny Mandel          | US-amerikanischer Komponist                                         | 94    |       |
| 28. Juni | Simon H. Fell          | britischer Bassist und Komponist                                    | 61    |       |
| 27. Juni | Freddy Cole            | US-amerikanischer Pianist und Sänger                                | 88    |       |
| 26. Juni | Jacques Coursil        | französischer Sprachphilosoph und Trompeter                         | 82    |       |
| 25. Juni | Edward Anderson        | US-amerikanischer Trompeter                                         | 54    |       |
| 25. Juni | Gilbert Matthews       | südafrikanischer Schlagzeuger                                       | 76    |       |
| 24. Juni | Jacques Demêtre        | französischer Blues-Historiker                                      | 96    |       |
| 24. Juni | François Nikol Levy    | haitianischer Musiker und Bandleader                                | 73    |       |
| 22. Juni | Jerry Bruno            | US-amerikanischer Bassist                                           | 100   |       |
| 21. Juni | Niki Wuchinger         | österreichischer Trompeter                                          | 96    |       |
| 20. Juni | Frederick „June“ Davis | US-amerikanischer Musiker                                           | 93    |       |
| 18. Juni | Vera Lynn              | britische Sängerin                                                  | 103   |       |
| 18. Juni | Macaé                  | brasilianischer Saxophonist                                         | 82    |       |
| 17. Juni | Hugh Fraser            | kanadischer Pianist und Posaunist                                   | 61    |       |
| 15. Juni | Pierre Sim             | französischer Bassist                                               | 91    |       |
| 14. Juni | Ronald Keezer          | US-amerikanischer Perkussionist und Hochschullehrer                 | 80    |       |
| 14. Juni | Keith Tippett          | britischer Pianist                                                  | 72    |       |
| 14. Juni | Wim Winsemius          | niederländischer Diskograph                                         | 75    |       |
| 11. Juni | Tom Gekler             | US-amerikanischer Posaunist                                         | 84    |       |
| 11. Juni | Patrick Kelly          | britischer Posaunist und Gründer des Berkshire Youth Jazz Orchestra | 68    |       |
| 10. Juni | Peter Marxen           | deutscher Gastronom (Onkel Pö's Carnegie Hall)                      | 80    |       |
| 9. Juni  | Benny Likumahuwa       | indonesischer Musiker                                               | 73    |       |
| 8. Juni  | Daniel Ossig           | französischer Saxophonist                                           | 82    |       |
| 7. Juni  | Frank Bey              | US-amerikanischer Bluesmusiker                                      | 74    |       |
| 4. Juni  | Peter Clan Crawford    | US-amerikanischer Gitarrist, Produzent und Gastronom                | 69    |       |
| 4. Juni  | Arthur Hoyle           | US-amerikanischer Trompeter                                         | 90    |       |
| 4. Juni  | Dulce Nunes            | brasilianische Sängerin                                             | 90    |       |
| 3. Juni  | Ivar Lindell           | schwedischer Bassist                                                | 80    | [ 5 ] |
| 3. Juni  | Tony Romandini         | kanadischer Gitarrist                                               | 91    | [ 6 ] |
| 2. Juni  | Werner Böhm            | deutscher Pianist und Sänger                                        | 78    |       |
| 2. Juni  | Charlie McPhee         | US-amerikanischer Musiker                                           | 75    |       |
| 1. Juni  | Myroslaw Skoryk        | ukrainischer Komponist                                              | 81    |       |

## Juli
| Tag      | Name                   | Herkunft/Beruf                                                   | Alter | Beleg |
| -------- | ---------------------- | ---------------------------------------------------------------- | ----- | ----- |
| 31. Juli | Keith Johnson          | US-amerikanischer Bluesmusiker                                   | 77    |       |
| 31. Juli | Ruth Weiss             | österreichisch-amerikanische Dichterin und Performancekünstlerin | 92    |       |
| 30. Juli | Keith LaMotte          | US-amerikanischer Trompeter und Mellophonspieler                 | 81    |       |
| 30. Juli | Georgia Urban          | US-amerikanische Musikkritikerin                                 | 93    |       |
| 29. Juli | Mimi Blacker           | französischer Stepptänzer                                        | 92    |       |
| 29. Juli | Dave MacKay            | US-amerikanischer Pianist                                        | 88    |       |
| 28. Juli | Terry Coen             | US-amerikanischer Musik-A&R                                      | 73    |       |
| 28. Juli | Bent Fabricius-Bjerre  | dänischer Pianist und Komponist                                  | 95    |       |
| 28. Juli | Bob Neloms             | US-amerikanischer Pianist                                        | 78    |       |
| 26. Juli | Claude Etienne         | französischer Saxophonist                                        | 89    |       |
| 26. Juli | William Howland Kenney | US-amerikanischer Historiker und Jazzforscher                    | 80    |       |
| 25. Juli | Helen Jones Woods      | US-amerikanische Posaunistin                                     | 96    |       |
| 25. Juli | Dante Stephensen       | US-amerikanischer Nachtclubbesitzer (Dante's Town the Hatch)     | 84    |       |
| 21. Juli | Mieko Hirota           | japanische Sängerin                                              | 73    | [ 7 ] |
| 21. Juli | Annie Ross             | US-amerikanische Sängerin und Schauspielerin                     | 89    |       |
| 19. Juli | Cor Fuhler             | niederländischer Pianist und Live-Elektroniker                   | 56    |       |
| 18. Juli | David Jisse            | französischer Musiker, Komponist und Arrangeur                   | 74    |       |
| 16. Juli | Donald E. McCaslin     | US-amerikanischer Pianist und Vibraphonist                       | 93    |       |
| 15. Juli | Larry Davis            | US-amerikanischer Trompeter                                      | 75    |       |
| 12. Juli | Leonard Morton         | US-amerikanischer Pianist und Arrangeur                          | 92    |       |
| 10. Juli | Alice Day              | US-amerikanische Sängerin                                        | 74    |       |
| 10. Juli | Eddie Gale             | US-amerikanischer Trompeter                                      | 78    |       |
| 10. Juli | Gordon Stone           | US-amerikanischer Banjo- und Pedal-Steel-Guitar-Spieler          | 71    |       |
| 9. Juli  | Chris Fletcher         | britischer Perkussionist                                         | 68    |       |
| 6. Juli  | Ennio Morricone        | italienischer Komponist                                          | 91    |       |
| 6. Juli  | Joe Porcaro            | US-amerikanischer Schlagzeuger und Perkussionist                 | 90    |       |
| 5. Juli  | Cleveland Eaton        | US-amerikanischer Jazz- und Funkmusiker                          | 80    |       |
| 5. Juli  | Paul Faulise           | US-amerikanischer Posaunist                                      | 88    |       |
| 3. Juli  | Martin Spiegelberg     | deutscher Autor, Gitarrist, Trompeter                            | 65    |       |
| 2. Juli  | Arthur Johnson, Sr.    | US-amerikanischer Saxophonist                                    | 89    |       |
| 2. Juli  | Nikolai Kapustin       | sowjetischer bzw. ukrainischer Komponist und Pianist             | 82    |       |
| 2. Juli  | Tony Zamora            | US-amerikanischer Saxophonist und Hochschullehrer                | 90    |       |
| 1. Juli  | Matthias Kaul          | deutscher Schlagzeuger, Perkussionist und Komponist              | 71    |       |

## August
| Tag        | Name              | Herkunft/Beruf                                        | Alter | Beleg |
| ---------- | ----------------- | ----------------------------------------------------- | ----- | ----- |
| 31. August | Mark Colby        | US-amerikanischer Saxophonist                         | 71    |       |
| 31. August | Judson Green      | US-amerikanischer Manager und Pianist                 | 68    |       |
| 29. August | Jürgen Schadeberg | südafrikanischer Fotograf                             | 89    |       |
| 27. August | Ronnie Kole       | US-amerikanischer Pianist                             | 89    |       |
| 27. August | Ernest Wolfle     | US-amerikanischer Bandleader und Musikpädagoge        | 87    |       |
| 26. August | Larry Bluth       | US-amerikanischer Pianist                             | 79    |       |
| 25. August | Itaru Oki         | japanischer Trompeter und Kornettist                  | 78    |       |
| 23. August | Peter King        | britischer Saxophonist                                | 80    |       |
| 23. August | Park Seong-yeon   | südkoreanische Sängerin                               | 77    |       |
| 23. August | Charlie Persip    | US-amerikanischer Schlagzeuger                        | 91    |       |
| 23. August | Tom Relleen       | britischer Bassist                                    | 42    |       |
| 20. August | Fritz Lohmeier    | deutscher Posaunist und Sänger                        | 83    |       |
| 18. August | Basie Mankge      | südafrikanischer Pianist                              | 72    |       |
| 18. August | Hal Singer        | US-amerikanischer Saxophonist                         | 100   |       |
| 13. August | Steve Grossman    | US-amerikanischer Saxophonist                         | 69    |       |
| 11. August | Belle du Berry    | französische Sängerin, Komponistin und Schauspielerin | 54    |       |
| 10. August | Joe Segal         | US-amerikanischer Musikveranstalter                   | 94    |       |
| 9. August  | Waldemar Bastos   | angolanischer Sänger und Komponist                    | 66    |       |
| 9. August  | Duane Tatro       | US-amerikanischer Musiker und Filmkomponist           | 93    |       |
| 9. August  | Klaas Wit         | niederländischer Trompeter                            | 84    |       |
| 8. August  | Salome Bey        | kanadische Sängerin und Schauspielerin                | 86    |       |
| 7. August  | Michael Kelly     | US-amerikanischer Saxophonist                         | 74    |       |
| 6. August  | Angelo Testanero  | US-amerikanischer Arrangeur                           | 100   |       |
| 5. August  | Pete Hamill       | US-amerikanischer Journalist und Essayist             | 85    |       |
| 5. August  | Chip White        | US-amerikanischer Schlagzeuger                        | 73    |       |
| 2. August  | Larry Novak       | US-amerikanischer Pianist                             | 87    |       |
| 1. August  | Jim Petrie        | schottischer Trompeter                                | 87    |       |

## September
| Tag           | Name                          | Herkunft/Beruf                                      | Alter | Beleg |
| ------------- | ----------------------------- | --------------------------------------------------- | ----- | ----- |
| 30. September | Lucien Juanico                | französischer Trompeter                             | 97    |       |
| 29. September | Michel Decourrière            | französischer Trompeter                             | 85    |       |
| 29. September | Rocco Prestia                 | US-amerikanischer Funk-Musiker                      | 69    |       |
| 28. September | Laszlo Dömötör                | deutscher Klarinettist                              | 71    |       |
| 27. September | Steffen Mathes                | deutscher Jazzmusiker                               | 33    |       |
| 25. September | Joe Randazzo                  | US-amerikanischer Bassposaunist                     |       |       |
| 24. September | Hans Salomon                  | österreichischer Holzbläser                         | 87    |       |
| 23. September | Sidney „Guitar Crusher“ Selby | US-amerikanischer Bluesmusiker                      | 89    |       |
| 21. September | Ira Sullivan                  | US-amerikanischer Multiinstrumentalist              | 89    |       |
| 17. September | Fritz Hartschuh               | deutscher Vibraphonist und Industriemanager         | 90    |       |
| 16. September | Stanley Crouch                | US-amerikanischer Musiker und Musikkritiker         | 74    |       |
| 16. September | Harold Lieberman              | US-amerikanischer Trompeter und Hochschullehrer     | 89    |       |
| 16. September | Donald Slattery               | US-amerikanischer Trompeter                         | ≈89   |       |
| 13. September | Toni Belenguer                | spanischer Posaunist                                | 42    |       |
| 13. September | Bob Keller                    | britischer Hochschullehrer                          |       |       |
| 12. September | Louis Corchia                 | französischer Musette-Musiker                       | 85    |       |
| 11. September | Reggie Johnson                | US-amerikanischer Bassist                           | 79    |       |
| 11. September | Ronald Johnson                | US-amerikanischer Rundfunkmoderator                 | 94    |       |
| 11. September | Fernando Suárez Paz           | argentinischer Tango- und Jazz-Violinist            | 79    |       |
| 9. September  | Ronald Bell                   | US-amerikanischer Funk- und Soul-Musiker            | 68    |       |
| 6. September  | Bruce Williamson              | US-amerikanischer R&B- und Soul-Sänger              | 49    |       |
| 5. September  | David Ray Dunscombe           | US-amerikanischer Schlagzeuger                      | 79    |       |
| 4. September  | Siggi Gerhard                 | deutscher Klarinettist und Saxophonist              | 90    |       |
| 4. September  | Gary Peacock                  | US-amerikanischer Bassist                           | 85    |       |
| 4. September  | Les Scher                     | US-amerikanischer Saxophonist und Musikveranstalter | 74    |       |
| 3. September  | Bill Pursell                  | US-amerikanischer Pianist                           | 94    |       |
| 2. September  | Mitsuru Furuya                | japanischer Saxophonist                             | 84    |       |
| 2. September  | Judith Brooks Wiley           | US-amerikanische Sängerin                           | 90    |       |

## Oktober
| Tag         | Name                  | Herkunft/Beruf                                            | Alter | Beleg |
| ----------- | --------------------- | --------------------------------------------------------- | ----- | ----- |
| 31. Oktober | Marc Fosset           | französischer Gitarrist                                   | 71    |       |
| 29. Oktober | Joel Griffin          | US-amerikanischer Saxophonist, Komponist, Hochschullehrer | 40    |       |
| 28. Oktober | Lou Pallo             | US-amerikanischer Gitarrist                               | 86    |       |
| 27. Oktober | Stéphane Chapuis      | Schweizer Akkordeonist                                    | 53    |       |
| 23. Oktober | Don Nedobeck          | US-amerikanischer Künstler und Musiker                    | 85    |       |
| 22. Oktober | Robert „Bobby“ Darden | US-amerikanischer Schlagzeuger                            |       |       |
| 21. Oktober | Al Howard             | US-amerikanischer Clubbesitzer (Showman’s Cafe)           | 93    |       |
| 21. Oktober | Nadi Qamar            | US-amerikanischer Pianist und Musikwissenschaftler        | 103   |       |
| 21. Oktober | Viola Smith           | US-amerikanische Schlagzeugerin                           | 107   |       |
| 20. Oktober | Alessandro Giachero   | italienischer Pianist                                     | 49    |       |
| 20. Oktober | Paul Schürnbrand      | deutscher Architekt und Bassist                           | 85    |       |
| 20. Oktober | Bobby Ward            | US-amerikanischer Schlagzeuger                            | 81    |       |
| 19. Oktober | Overton Berry         | US-amerikanischer Pianist                                 | 84    |       |
| 19. Oktober | Spencer Davis         | britischer Rock- und Bluesmusiker                         | 81    |       |
| 18. Oktober | Karel Hulinsky        | tschechisch-deutscher Bassist und Sänger                  | 81    |       |
| 17. Oktober | Toshinori Kondō       | japanischer Trompeter                                     | 71    |       |
| 15. Oktober | Duke Belaire          | US-amerikanischer Schlagzeuger und Bandleader             | 88    |       |
| 12. Oktober | Angelo di Loreto      | US-amerikanischer Gitarrist, Komponist und Produzent      | 30    |       |
| 12. Oktober | Kim Massie            | US-amerikanische Sängerin                                 | 62    |       |
| 11. Oktober | Harold Betters        | US-amerikanischer Posaunist                               | 92    |       |
| 11. Oktober | Jack Gridley          | US-amerikanischer Vibraphonist, Pianist und Posaunist     | 88    |       |
| 10. Oktober | Stan Wright           | US-amerikanischer Gitarrist                               | 62    |       |
| 9. Oktober  | Ace Tesone            | US-amerikanischer Bassist                                 | 90    |       |
| 8. Oktober  | Macy Favor            | US-amerikanischer Bandleader und Rundfunkmoderator        | 90    |       |
| 6. Oktober  | Tony Vos              | niederländischer Jazz-Saxophonist und Produzent           | 89    |       |
| 6. Oktober  | Reverend John Wilkins | US-amerikanischer Gospel- und Blues-Musiker               | 76    |       |
| 5. Oktober  | Karlheinz Drechsel    | deutscher Musikjournalist und Jazzmusiker                 | 89    |       |
| 4. Oktober  | George Galway         | britischer Holzbläser                                     | 79    |       |
| 4. Oktober  | Zuza Homem de Mello   | brasilianischer Musikjournalist und Musikwissenschaftler  | 87    |       |
| 3. Oktober  | Donald E. Greene      | US-amerikanischer Holzbläser, Dirigent, Hochschullehrer   | 90    |       |
| 3. Oktober  | Jenne Meinema         | niederländischer Saxophonist                              | 89    |       |
| 2. Oktober  | Arlen Asher           | US-amerikanischer Saxophonist                             | 91    |       |
| 1. Oktober  | Pierre Demaria        | französischer Musikveranstalter (Nice Jazz Festival)      | 72    |       |

## November
| Tag          | Name                | Herkunft/Beruf                                            | Alter | Beleg |
| ------------ | ------------------- | --------------------------------------------------------- | ----- | ----- |
| 28. November | Othella Dallas      | US-amerikanische Tänzerin und Sängerin                    | 95    |       |
| 27. November | Dot Harris          | US-amerikanische Sängerin                                 | 85    |       |
| 26. November | Allan Botschinsky   | dänischer Trompeter, Arrangeur und Produzent              | 80    |       |
| 26. November | Christopher Cherney | US-amerikanischer Pianist, Komponist und Arrangeur        | 67    |       |
| 26. November | Herman Green        | US-amerikanischer Saxophonist                             | 90    |       |
| 22. November | Gary Wiggins        | US-amerikanischer Saxophonist                             | 68    |       |
| 21. November | Christian Azzi      | französischer Pianist                                     | 93    |       |
| 21. November | Bobby Cairns        | kanadischer Gitarrist                                     | 78    |       |
| 20. November | Michael Brooks      | US-amerikanischer Musikhistoriker und Produzent           | 85    |       |
| 20. November | Zusaan Kali Fasteau | US-amerikanische Saxophonistin und Musikwissenschaftlerin | 73    |       |
| 16. November | Ian Finkel          | US-amerikanischer Vibraphonist                            | 72    |       |
| 13. November | Vicky Down          | belgischer Gitarrist und Sänger                           | 93/94 |       |
| 13. November | Jan Konopásek       | tschechisch-amerikanischer Saxophonist                    | 88    |       |
| 11. November | Andrew White        | US-amerikanischer Multiinstrumentalist                    | 78    |       |
| 9. November  | Dave Zoller         | US-amerikanischer Pianist                                 | 78/79 |       |
| 7. November  | Cándido Camero      | kubanisch-US-amerikanischer Perkussionist                 | 99    |       |
| 5. November  | Ossi Runne          | finnischer Trompeter                                      | 93    |       |
| 2. November  | Cliff Hoff          | US-amerikanischer Saxophonist                             | 93    |       |
| 1. November  | Gerry Hayes         | deutsch-amerikanischer Vibraphonist                       | 86    |       |
| 1. November  | Pedro Iturralde     | spanischer Saxophonist, Komponist und Musikpädagoge       | 91    |       |

## Dezember
| Tag          | Name                      | Herkunft/Beruf                                             | Alter | Beleg |
| ------------ | ------------------------- | ---------------------------------------------------------- | ----- | ----- |
| 31. Dezember | Q.R. Hand Jr.             | US-amerikanischer Lyriker                                  | 83    |       |
| 30. Dezember | Frank Kimbrough           | US-amerikanischer Pianist                                  | 64    |       |
| 30. Dezember | Haruwn Wesley             | US-amerikanischer Bassist                                  | 64    |       |
| 30. Dezember | Eugene Wright             | US-amerikanischer Kontrabassist                            | 97    |       |
| 29. Dezember | Claude Bolling            | französischer Pianist und Filmkomponist                    | 90    |       |
| 29. Dezember | Gösta Linderholm          | schwedischer Sänger und Klarinettist                       | 79    |       |
| 26. Dezember | Víctor Cuica              | venezolanischer Saxophonist und Schauspieler               | 71    |       |
| 26. Dezember | Eddie Blair               | britischer Trompeter                                       | 93    |       |
| 26. Dezember | Tito Rojas                | puerto-ricanischer Salsa-Musiker                           | 65    |       |
| 25. Dezember | Tony Rice                 | US-amerikanischer Bluegrass-Gitarrist                      | 69    |       |
| 24. Dezember | Mojmir Sepe               | jugoslawischer Komponist und Trompeter                     | 90    |       |
| 22. Dezember | Eugen Hahn                | deutscher Bassist und Jazzclub-Manager                     | 79    |       |
| 22. Dezember | Bruce M. Cox              | US-amerikanischer Klarinettist                             | 77    |       |
| 22. Dezember | Carol Ann Leigh           | US-amerikanische Sängerin                                  | 86    |       |
| 21. Dezember | Bernard Lockhart          | US-amerikanischer Musikveranstalter                        | 59    |       |
| 19. Dezember | Miche Fambro              | US-amerikanischer Sänger                                   | 64    |       |
| 19. Dezember | Lelio Giannetto           | italienischer Kontrabassist und Komponist                  | 59    |       |
| 18. Dezember | Miche Fambro              | US-amerikanischer Sänger                                   | 64    |       |
| 18. Dezember | Debby Duncan              | US-amerikanische Sängerin                                  | 69    |       |
| 17. Dezember | Jean Blaton               | belgischer Automobilrennfahrer, Unternehmer und Gitarrist  | 91    |       |
| 17. Dezember | Stanley Cowell            | US-amerikanischer Pianist                                  | 79    |       |
| 17. Dezember | Diane Moser               | US-amerikanische Pianistin                                 |       |       |
| 16. Dezember | Jeff Clayton              | US-amerikanischer Saxophonist                              | 66    |       |
| 13. Dezember | Marc van Nus              | niederländischer Trompeter                                 | 83    |       |
| 12. Dezember | Damir Kukuruzović         | kroatischer Gitarrist und Veranstalter                     | 45    |       |
| 12. Dezember | Gene Tyranny              | US-amerikanischer Komponist und Pianist                    | 75    |       |
| 11. Dezember | Sandro Brugnolini         | italienischer Saxophonist                                  | 89    |       |
| 10. Dezember | François Monseur          | belgischer Gitarrist                                       | 74    |       |
| 8. Dezember  | Harold Budd               | US-amerikanischer Pianist, Komponist und Dichter           | 84    |       |
| 6. Dezember  | Dominique Brigaud         | französischer Gitarrist                                    | 79    |       |
| 4. Dezember  | Bassam Saba               | libanesischer Komponist, Dirigent und Multiinstrumentalist | 62    |       |
| 4. Dezember  | Ed Xiques                 | US-amerikanischer Saxophonist                              | 81    |       |
| 3. Dezember  | Ron Mathewson             | britischer Bassist                                         | 76    |       |
| 2. Dezember  | Lawrence „Batty“ Battiste | US-amerikanischer R&B-Saxophonist und Songwriter           | 97    |       |
| 1. Dezember  | J. T. Braxton             | US-amerikanischer Saxophonist und Geiger                   | 101   |       |
| 1. Dezember  | Herb Drury                | US-amerikanischer Pianist                                  | 92    |       |

## Datum unbekannt
|                                  | Name                    | Beruf / bekannt durch                                                | Alter | Beleg |
| -------------------------------- | ----------------------- | -------------------------------------------------------------------- | ----- | ----- |
| Dezember                         | Paul Boehmke            | US-amerikanischer Saxophonist                                        | 73    |       |
| Tod bekanntgegeben am 10. Januar | John Clare              | australischer Autor                                                  | 80    |       |
| Ende Dezember                    | Werner Keller           | Schweizer Klarinettist                                               | 86    | [ 8 ] |
| Todesmeldung am 27. Dezember     | Mars Scarazzo           | US-amerikanischer Schlagzeuger                                       | 90    |       |
| Todesmeldung am 27. Dezember     | Geoffrey Battison       | britischer Journalist, Verleger und Schlagzeuger                     | 98    |       |
| Todesmeldung am 24. Dezember     | Ivry Gitlis             | US-amerikanischer Geiger                                             | 98    |       |
| Todesmeldung am 9. Dezember      | Lelio Giannetto         | italienischer Bassist                                                | 59    |       |
| Todesmeldung am 7. Dezember      | Julian Lee              | neuseeländischer Pianist und Arrangeur                               | 97    |       |
| Todesmeldung am 30. November     | Molly Hammer            | US-amerikanische Sängerin                                            | 48    |       |
| Todesmeldung am 29. November     | Michael Brooks          | britischer Musikhistoriker, Archivar, Berater und Produzent          |       |       |
| Todesmeldung am 25. November     | Eddie Noble King Jr.    | US-amerikanischer Posaunist                                          | 83    |       |
| Todesmeldung am 22. November     | Peter Ingram            | britischer Schlagzeuger                                              |       |       |
| Todesmeldung am 16. November     | Emil Iliev              | bulgarischer Musikveranstalter                                       | 73    |       |
| Oktober                          | Angelo Di Loreto        | US-amerikanischer Schlagzeuger                                       |       |       |
| Todesmeldung am 2. Oktober       | Laszlo Dömötör          | ungarischer Klarinettist                                             | 71    |       |
| Todesmeldung am 12. September    | Patty Flynn             | walisische Sängerin und Politaktivistin                              | 88    |       |
| Todesmitteilung am 28. August    | Lillette Jenkins-Wisner | US-amerikanische Pianistin und Sängerin                              | 96    |       |
| Todesmitteilung am 28. August    | Steve Sample Sr.        | US-amerikanischer Bandleader, Arrangeur, Komponist und Musikpädagoge | 90/91 |       |
| Todesmitteilung am 1. August     | Malik B.                | US-amerikanischer Musiker                                            | 47    |       |
| Todesmitteilung am 28. Juli      | Bill Davies             | britischer Trompeter und Bandleader                                  | 83    |       |
| Todesmitteilung am 28. Juli      | Ross Carnegie           | US-amerikanischer Pianist                                            | 95    |       |
| Todesmitteilung am 2. Juli       | Tony Zamora             | US-amerikanischer Musikveranstalter und Saxophonist                  |       |       |
| Tod bekanntgegeben am 11. Juni   | Joe Carbone             | US-amerikanischer Gitarrist                                          | 73    |       |
| Todesmitteilung am 27. Mai       | Peter Krag              | US-amerikanischer Pianist                                            | 34    |       |
| Todesmitteilung am 19. Mai       | Lance Martin            | US-amerikanischer Flötist                                            | 60    |       |
| Todesmitteilung am 18. April     | Lee Boswell             | US-amerikanische Jazzpromoterin                                      | 74    |       |
| Todesmitteilung am 22. April     | Dave Roper              | US-amerikanischer Pianist                                            | 82    | [ 9 ] |
| Todesmitteilung am 11. April     | Jan Forney              | US-amerikanische Sängerin                                            | 66    |       |
| Todesmitteilung am 9. April      | Daniel Chauvet          | französischer Musikveranstalter                                      |       |       |
| Todesmitteilung am 9. April      | Debo Dabney             | US-amerikanischer Pianist und Organist                               |       |       |
| März 2020                        | Stan Bronstein          | US-amerikanischer Saxophonist                                        | 81    |       |
| Todesmitteilung am 22. März      | Jupp Zeltinger          | deutscher Vibraphonist                                               | 90    |       |
| Anfang 2020                      | George Berardinelli     | US-amerikanischer Trompeter und Hochschullehrer                      |       |       |
| Todesmitteilung am 7. März       | Bob Protzman            | US-amerikanischer Musikkritiker                                      | 83    |       |
| vor 26. Februar                  | Kendon Everts           | US-amerikanischer Schlagzeuger                                       | 71    |       |
| Todesmitteilung am 11. Februar   | Allan Johnson           | kanadischer Gitarrist                                                | 70    |       |
| Anfang Januar 2020               | Guy Remonko             | US-amerikanischer Schlagzeuger und Perkussionist                     | 78    |       |